# Yolande Grisé
Pour les articles homonymes, voir Grisé.
Yolande Grisé est une professeur et écrivaine canadienne née en 1944 à Montréal (Québec). 

## Vie professionnelle
Diplômée du Collège Marie-Anne (1964),de l'Université de Montréal (1965), de l'Université Laval (1971) et de la Sorbonne (latin, 1977), Yolande Grisé enseigne au département d'histoire de l'Université Laval (1978-1979) et au Département des lettres françaises de l'Université d'Ottawa en Ontario (1980-2004). Elle dirige la première thèse de doctorat sur la littérature franco-ontarienne en 1983.
Yolande Grisé publie en 1982 une importante anthologie d'écrits littéraires franco-ontariens destinée aux milieux scolaire et communautaire.  Elle est directrice, entre 1985 et 1997, du Centre de recherche en civilisation canadienne-française. Entre 2005 et 2008, elle met sur pied et dirige le Bureau des affaires francophones et francophiles de l'Université Simon Fraser à Vancouver (Colombie-Britannique), où elle vit maintenant. 
Yolande Grisé est impliquée dans plusieurs associations, comités et sociétés savantes. Elle est présidente du Conseil des arts de l'Ontario (1991-1994) et présidente de la Société royale du Canada (2011-2013). Elle est également membre de la Société des études anciennes du Québec; de la Société des études latines (Paris); de l'Association des professeurs de français des universités et collèges canadiens; de l'Association des études canadiennes; de la Société des universitaires de langue française de l'Ontario.

## Publications
Yolande Grisé collabore à plusieurs revues savantes, notamment: Revue des études latines, Cahiers des études anciennes, Lettres québécoises, Revue du Nouvel-Ontario et Cahiers de la femme. Elle a aussi écrit des articles dans le quotidien Le Droit. Elle a également publié:
- Anthologie de littérature franco-ontarienne|textes littéraires franco-ontariens, Montréal, Fides, 1982, 4 tomes;
- Le Suicide dans la Rome antique, Montréal/Paris, Bellarmin/Belles-Lettres, 1982;
- Le monde des dieux : initiation à la mythologie gréco-romaine, Montréal, Hurtubise, 1985;
- Les textes poétiques du Canada français, 1606-1867, 12 vol., Montréal, Fides, 1987-2000; co-écrit avec Jeanne d'Arc Lortie, avec la collaboration de Pierre Savard et Paul Wyczynski
- (textes réunis avec Réjean Robidoux et Paul Wyczynski) Émile Nelligan, 1879-1941 : cinquante ans après sa mort , Montréal, Fides, 1993;
- Léa & Vincent, Sherbrooke, GGC PRODUCTIONS, 1995;
- La poésie québécoise avant Nelligan, Montréal, Bibliothèque québécoise,1998;
- Ontarois, on l'est encore!, Ottawa, Nordir, 2002.

## Honneurs
- 1996 - Membre de la Société royale du Canada
- 1998 - Chevalier de l'ordre de la Pléiade